# モーターランド
『MOTOR LAND』（モーターランド）およびその後継番組『MOTOR LAND 2』は、テレビ東京系列局ほかで放送された飛鳥映像製作の自動車情報番組。毎週1回の30分レギュラーと、ほぼ年一回の60分スペシャル。キーステーションのテレビ東京およびテレビ愛知では1985年4月3日から2000年3月26日まで放送。

## 概要
この番組は主に新車の試乗リポートを特集していたが、同時にモータースポーツやモーターサイクルスポーツ特集にも力を入れていた。全日本ツーリングカー選手権、全日本ロードレース選手権の模様は各戦をダイジェストで放送した。広告代理店は日本経済広告社。製作は飛鳥映像株式会社が担当。放送第1回目で取り上げた車はホンダ・クイントインテグラ。ゲストにはF1遠征に向かう直前の中嶋悟を迎えた。当初は、硬派路線であったが、1986年4月から同年10月までは演出家の西園寺道彦の提案で、アイキャッチに女性のヌードとチョロQの映像を使用していた。
放送開始から3年後の1988年4月3日、番組は『MOTOR LAND 2』と題してリニューアル。『MOTOR LAND』時代にはテレビ東京が製作を担当していたが、『MOTOR LAND 2』では編成上の都合から製作局がテレビ愛知へと移った。その後1998年4月改編で枠自体が15分繰り下がり、以後2024年現在放送中の『乃木坂工事中』に至るまで、若干の時間変更がありながらも日曜深夜〜月曜未明のテレビ愛知制作によるネットセールス枠が続いている。
モーターランド2の599回目（最終回）では、ボルボV70のニースでの先行試乗リポートを取り上げリポーターの日下部保雄が番組終了のコメントをしていた。

## 出演者
横浜ゴムのADVAN やカルソニック、PIAA、呉工業、FET、スーパーレインXなどが番組提供していた関係で、同社関係のレーシングドライバーがよく出演していた。
- 見山亮
- 望月修
- 浅岡重輝
- 津々見友彦
- 中村孝仁
- 神谷龍彦
- 和田孝夫   ADVAN所属の初代モータースポーツリポーター。
- 日下部保雄
- 土屋圭市 - レース取材においては、持ち前のキャラクターを生かしてレギュラーでリポーターを務めた。
- 斎藤慎輔
- 石川芳雄
- 山本真宏
- 根本純
- 竹岡圭
- 高橋国光
- 星野一義
- 中嶋悟

ほか
- 小幡研二（ナレーター）

## スタッフ
- 構成：木下眞邦 / 藤井誠 ほか（MOTOR LAND 2）
- ディレクター：綾部健（前期4輪担当）、白井章満（前期2輪担当）、長谷川圭介（後期2輪＆インプレッション担当）、白石照人、窪山博、吉田たかし、渡辺薫、棚橋勉、菊池康友、沖田公宏、松澤宏文 ほか
- 撮影：松井孝夫、守屋進平、荒井誠喜、関根晃、千原久樹 ほか
- 技術：馬野克弘
- 編集：森田文雄 ほか
- 選曲：泉博之（モーターランドは主に泉音楽事務所）、井上高宏(MOTORLAND2は主にパルスステーション)
- プロデューサー：佐藤磯男（テレビ東京）、三浦正俊、栗山紘和、水野重樹、板垣譲治、岩永雅人、高柳明史（テレビ愛知）、松澤宏文（飛鳥映像）
- 企画協力：モーターマガジン社、日本経済広告社
- 製作：テレビ東京、飛鳥映像（モーターランド）/ テレビ愛知、飛鳥映像（MOTOR LAND 2）

## テーマ曲

### OPテーマ
- Winter Games / デイヴィッド・フォスター
- Sweet Inspiration / 佐藤博
- SET SAIL / カシオペア - 1994年4月から1995年3月まで使用。
- Intensive Way / カシオペア
- Top Secret / 野呂一生
- REAL in 'D' / 窪田宏（HIROSHI.K）

### EDテーマ
- Fortunate Breeze / カシオペア
- Sleek Passage / カシオペア
- All The Time / カシオペア
- Julia / Millennium
- 提供BGM / 井上高宏ほか

## 放送局

### MOTOR LAND
| 放送対象地域 | 放送局               | 系列           | 放送日時                                      |
| ------------ | -------------------- | -------------- | --------------------------------------------- |
| 関東広域圏   | テレビ東京（製作局） | テレビ東京系列 | 水曜 23:30 - 翌0:00 （1985年4月 - 1988年3月） |
| 愛知県       | テレビ愛知           | テレビ東京系列 | 水曜 23:30 - 翌0:00 （1985年4月 - 1988年3月） |

### MOTOR LAND 2
| 放送対象地域   | 放送局               | 系列           | 放送日時（JST）                                                                             |
| -------------- | -------------------- | -------------- | ------------------------------------------------------------------------------------------- |
| 愛知県         | テレビ愛知（製作局） | テレビ東京系列 | 日曜 23:30 - 翌0:00 （1988年4月 - 1998年3月） 日曜 23:45 - 翌0:15 （1998年4月 - 2000年3月） |
| 北海道         | テレビ北海道         | テレビ東京系列 | 日曜 23:30 - 翌0:00 （1988年4月 - 1998年3月） 日曜 23:45 - 翌0:15 （1998年4月 - 2000年3月） |
| 関東広域圏     | テレビ東京           | テレビ東京系列 | 日曜 23:30 - 翌0:00 （1988年4月 - 1998年3月） 日曜 23:45 - 翌0:15 （1998年4月 - 2000年3月） |
| 大阪府         | テレビ大阪           | テレビ東京系列 | 日曜 23:30 - 翌0:00 （1988年4月 - 1998年3月） 日曜 23:45 - 翌0:15 （1998年4月 - 2000年3月） |
| 岡山県・香川県 | テレビせとうち       | テレビ東京系列 | 日曜 23:30 - 翌0:00 （1988年4月 - 1998年3月） 日曜 23:45 - 翌0:15 （1998年4月 - 2000年3月） |
| 福岡県         | TXN九州              | テレビ東京系列 | 日曜 23:30 - 翌0:00 （1988年4月 - 1998年3月） 日曜 23:45 - 翌0:15 （1998年4月 - 2000年3月） |
| 岩手県         | テレビ岩手           | 日本テレビ系列 | 土曜 1:40 - 2:10（金曜深夜）                                                                |
| 山形県         | 山形放送             | 日本テレビ系列 | 水曜 0:45 - 1:15（火曜深夜）                                                                |
| 福島県         | 福島中央テレビ       | 日本テレビ系列 | 日曜 1:25 - 1:55（土曜深夜）                                                                |
| 長野県         | テレビ信州           | 日本テレビ系列 | 水曜 0:45 - 1:15（火曜深夜）                                                                |
| 鳥取県・島根県 | 日本海テレビ         | 日本テレビ系列 | 木曜 0:45 - 1:15（水曜深夜）                                                                |
| 熊本県         | くまもと県民テレビ   | 日本テレビ系列 | 日曜 23:00 - 23:30                                                                          |
| 富山県         | チューリップテレビ   | TBS系列        | 水曜 1:05 - 1:35（火曜深夜）                                                                |
| 石川県         | 北陸放送             | TBS系列        | 月曜 0:35 - 1:05（日曜深夜）                                                                |
| 静岡県         | 静岡放送             | TBS系列        | 水曜 1:45 - 2:15（火曜深夜）                                                                |
| 新潟県         | 新潟総合テレビ       | フジテレビ系列 | 金曜 1:15 - 1:45（木曜深夜）                                                                |
| 佐賀県         | サガテレビ           | フジテレビ系列 | 火曜 0:25 - 0:55（月曜深夜）                                                                |
| 岐阜県         | 岐阜テレビ           | 独立UHF局      | 火曜 0:55 - 1:25（月曜深夜）                                                                |
| 三重県         | 三重テレビ           | 独立UHF局      | 日曜 0:45 - 1:15（土曜深夜）                                                                |
| 滋賀県         | びわ湖放送           | 独立UHF局      | 日曜 23:45 - 翌0:15                                                                         |
| 奈良県         | 奈良テレビ           | 独立UHF局      | 金曜 1:15 - 1:45（木曜深夜）                                                                |
| 和歌山県       | テレビ和歌山         | 独立UHF局      | 金曜 0:10 - 0:40（木曜深夜）                                                                |
| 日本全国       | 日経CNBC             | CSチャンネル   | 土曜 17:00 - 17:30                                                                          |